# Magnolia ×jigongshanensis
Espèce
Classification APG III (2009)
Magnolia ×jigongshanensis est une espèce de plantes à fleurs de la famille des Magnoliaceae. C'est un arbre trouvé en Chine.